# Jaakko Paavolainen

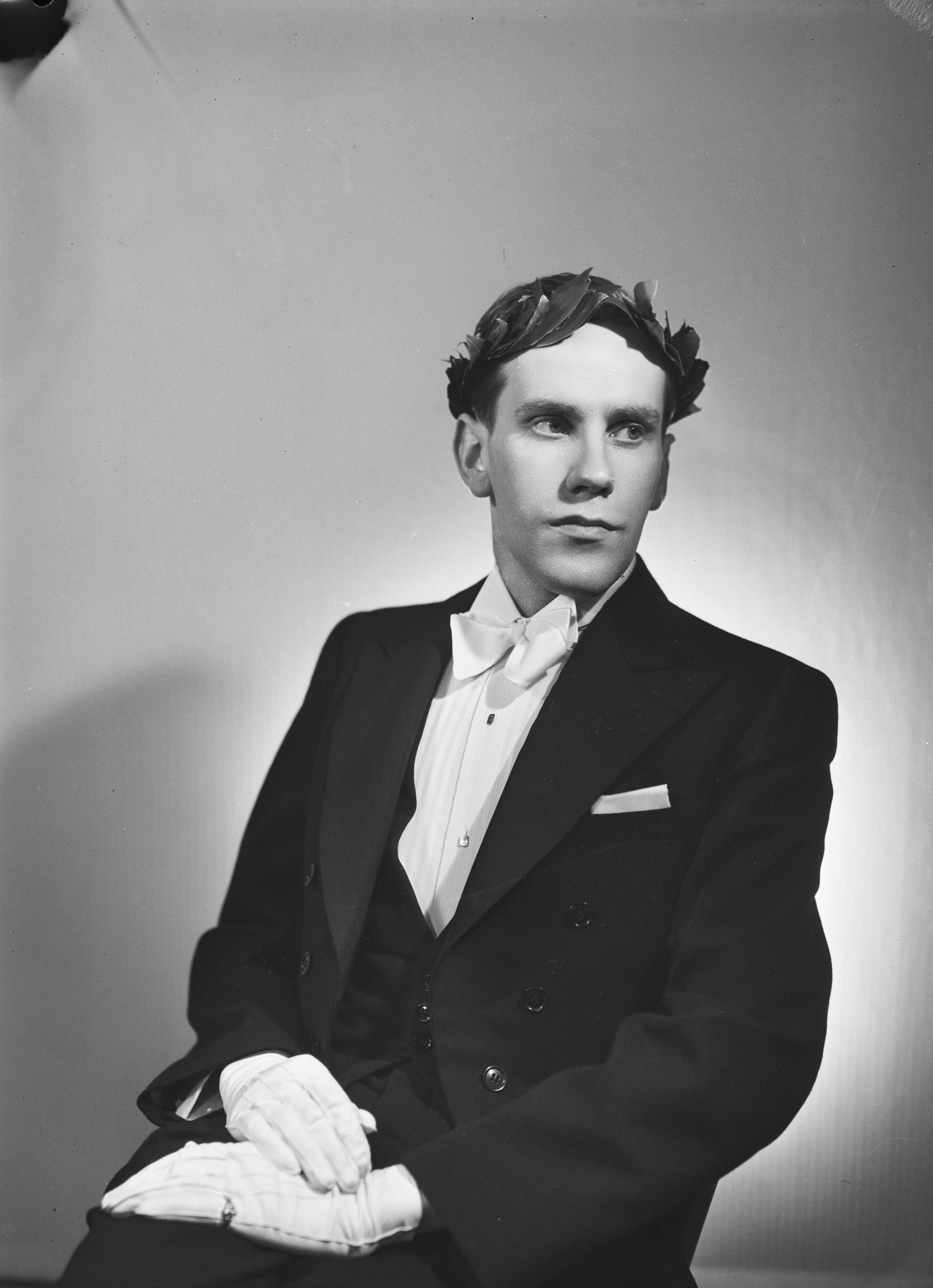
Jaakko Paavolainen im Jahr 1950.

Jaakko Paavolainen (* 23. Juli 1926 in Kanneljärvi, Provinz Wiborg; † 30. Oktober 2007 in Helsinki) war ein finnischer Historiker mit Schwerpunkt auf der Politikgeschichte. Paavolainen war am Ende der 1970er Jahre Professor der politischen Geschichte an der Universität Helsinki und von 1986 bis 1989 an der Universität Turku. Er veröffentlichte mehrere viel diskutierte Werke über die gegenseitigen Gewalttaten der Parteien des finnischen Bürgerkriegs und die damit verbundene nationale Tragödie. Außerdem schrieb er eine mehrbändige Biographie über Väinö Tanner und eine Biographie über Olavi Paavolainen.

## Schriften
- Haldane-neuvottelut v. 1912 (1948)
- Karjalainen elämäkerrasto (1961)
- Poliittiset väkivaltaisuudet Suomessa 1918, osa 1: Punainen terrori (1966)
- Poliittiset väkivaltaisuudet Suomessa 1918, osa 2: Valkoinen terrori (1967)
- Vankileirit Suomessa 1918 (1971)
- Suomen kansallinen murhenäytelmä: Punainen ja valkoinen terrori ja vankileirit v. 1918 (1974)
- Linkomiehen komiteasta uuteen Akatemiaan: Valtion tieteellisten toimikuntien 60-luku (1975)
- Väinö Tanner, osa 1: Nuori Tanner, menestyvä sosialisti. Elämäkerta vuoteen 1911 (1977)
- Väinö Tanner, osa 2: Senaattori ja rauhantekijä. Elämäkerta vuosilta 1912–1923 (1979)
- Lapsuus Kanneljärvellä (1982)
- Röd och vit terror: Finlands nationella tragedi och fånglägren 1918 (1986)
- Väinö Tanner, osa 3: Sillanrakentaja. Elämäkerta vuosilta 1924–1936 (1984)
- Väinö Tanner, osa 4: Patriootti. Elämäkerta vuosilta 1937–1966 (1989)
- Helsingin kaupunginvaltuuston historia, osa 2: 1919–1976 (1989)
- Olavi Paavolainen: Keulakuva (1991)
- Kanneljärven opisto 100 vuotta (1994), mit Teuvo Moisio

| Personendaten    | Personendaten               |
| ---------------- | --------------------------- |
| NAME             | Paavolainen, Jaakko         |
| KURZBESCHREIBUNG | finnischer Historiker       |
| GEBURTSDATUM     | 23. Juli 1926               |
| GEBURTSORT       | Kanneljärvi, Provinz Wiborg |
| STERBEDATUM      | 30. Oktober 2007            |
| STERBEORT        | Helsinki                    |